# Reaching into Infinity
Reaching into Infinity är det brittiska power metal-bandet Dragonforces sjunde studioalbum, utgivet i maj 2017 på earMUSIC i Europa, Metal Blade Records i USA och Warner Music i Japan. Därutöver gavs albumet ut i ett flertal limiterade utgåvor med bonusmaterial. Med en speltid på en dryg timme är det bandets längsta album (standardversioner inräknade).
Albumet var bandets första med trummisen Gee Anzalone och det sista med keyboardisten Vadim Pruzhanov, som lämnade bandet året efter.
Två musikvideor spelades in: "Ashes of the Dawn" och "Midnight Madness".

## Låtlista
1. "Reaching into Infinity" (instrumental) – 1:25
2. "Ashes of the Dawn" – 4:33
3. "Judgement Day" – 6:13
4. "Astral Empire" – 5:24
5. "Curse of Darkness" – 5:35
6. "Silence" – 4:50
7. "Midnight Madness" – 6:21
8. "War!" – 5:19
9. "Land of Shattered Dreams" – 4:59
10. "The Edge of the World" – 11:03
11. "Our Final Stand" – 5:04

Bonusspår på de europeiska, amerikanska och japanska specialutgåvorna
1. "Hatred and Revenge" – 5:26
2. "Evil Dead" (Death-cover) – 3:21

Bonusspår på den japanska specialutgåvan
1. "Gloria" (Ziggy-cover) – 5:01

## Medverkande
Musiker
- Marc Hudson – sång
- Herman Li – gitarr, bakgrundssång
- Sam Totman – gitarr, bakgrundssång
- Frédéric Leclercq – basgitarr, gitarr, bakgrundssång
- Vadim Pruzhanov – keyboard, bakgrundssång
- Gee Anzalone – trummor, bakgrundssång

Bidragande musiker
- Clive Nolan – bakgrundssång
- Emily Alice Ovenden – bakgrundssång
- Ronny Milianowicz – körsång
- Dagge Hagelin – körsång
- Francesco Ferrini – orkestrering
- Francesco Paoli – orkestrering
- Jon Phipps – orkestrering
- André Alvinzini – keyboard, programmering

Produktion
- Jens Bogren – producent, mixning
- Johan Örnborg – mixning
- Linus Corneliusson – redigering, mixning
- Viktor Stenquist – inspelningstekniker
- Ludwig Näsvall – trumtekniker
- Tony Lindgren – mastering
- Caio Caldas – omslagskonst, booklet, design

## Inspelningsinformation
Inspelningsstudior:
- Fascination Street Studios, Örebro, Sverige
- Lamerluser Studios, London, Storbritannien
- Dark Lane Studios, Witney, Storbritannien
- Evil1 Studios, Charleville-Mézières, Frankrike
- Shredforce One Studios, Los Angeles, USA